# Harry Holm
Harry Holm (Kristrup, Randers, Midtjylland, 14 de setembre de 1902 – Esbjerg, Syddanmark, 25 de desembre de 1987) va ser un gimnasta artístic danès que va competir a començaments del segle xx.
El 1920 va prendre part en els Jocs Olímpics d'Anvers, on va guanyar la medalla d'or en el concurs per equips, sistema lliure del programa de gimnàstica.